# 1966-os labdarúgó-világbajnokság (2. csoport)
Az 1966-os labdarúgó-világbajnokság 2. csoportjának mérkőzéseit július 12. és július 20. között játszották. A csoportban Argentína, az NSZK, Spanyolország és Svájc szerepelt.
A csoportból az NSZK és Argentína jutott tovább az első két helyen. A mérkőzéseken összesen 16 gól esett.

## Végeredmény
| Hely. | Csapat        | M | Gy | D | V | G+ | G– | GA    | P | Továbbjutás                                |
| ----- | ------------- | - | -- | - | - | -- | -- | ----- | - | ------------------------------------------ |
| 1.    | NSZK          | 3 | 2  | 1 | 0 | 7  | 1  | 7,000 | 5 | Továbbjutott az egyenes kieséses szakaszba |
| 2.    | Argentína     | 3 | 2  | 1 | 0 | 4  | 1  | 4,000 | 5 | Továbbjutott az egyenes kieséses szakaszba |
| 3.    | Spanyolország | 3 | 1  | 0 | 2 | 4  | 5  | 0,800 | 2 |                                            |
| 4.    | Svájc         | 3 | 0  | 0 | 3 | 1  | 9  | 0,111 | 0 |                                            |

## Mérkőzések

### NSZK – Svájc
| 1966. július 12. 19:30 |

| NSZK                                                | 5–0               | Svájc |
| --------------------------------------------------- | ----------------- | ----- |
| Held 16' Haller 21' 77' (11-es) Beckenbauer 40' 62' | (3–0) Jegyzőkönyv |       |

| Hillsborough stadion, Sheffield Nézőszám: 36 127 Játékvezető: Phillips (skót) Asszisztensek: John Adair (Északír), Bertil Lööw (belga) |

| NSZK | Svájc |

| GK                   | 1  | Hans Tilkowski          |
| RB                   | 2  | Horst-Dieter Höttges    |
| CB                   | 5  | Willi Schulz            |
| CB                   | 6  | Wolfgang Weber          |
| LB                   | 3  | Karl-Heinz Schnellinger |
| RH                   | 4  | Franz Beckenbauer       |
| LH                   | 8  | Helmut Haller           |
| OR                   | 7  | Albert Brülls           |
| CF                   | 9  | Uwe Seeler              |
| CF                   | 12 | Wolfgang Overath        |
| OL                   | 10 | Sigfried Held           |
| Szövetségi kapitány: |    |                         |
| Helmut Schön         |    |                         |

| GK                   | 1  | Karl Elsener             |
| RB                   | 9  | André Grobéty            |
| CB                   | 18 | Heinz Schneiter          |
| CB                   | 20 | Ely Tacchella            |
| LB                   | 7  | Hansruedi Führer         |
| RH                   | 4  | Heinz Bäni               |
| LH                   | 6  | Richard Dürr             |
| OR                   | 15 | Karl Odermatt            |
| CF                   | 13 | Fritz Künzli             |
| CF                   | 10 | Robert Hosp              |
| OL                   | 17 | Jean-Claude Schindelholz |
| Szövetségi kapitány: |    |                          |
| Alfredo Foni         |    |                          |

### Argentína – Spanyolország
| 1966. július 13. 19:30 |

| Argentína      | 2–1               | Spanyolország |
| -------------- | ----------------- | ------------- |
| Artime 65' 77' | (0–0) Jegyzőkönyv | Pirri 67'     |

| Villa Park, Birmingham Nézőszám: 42 738 Játékvezető: Rumencsev Asszisztensek: Arturo Yamasaki (perui), Konstantin Zečević (jugoszláv) |

| Argentína | Spanyolország |

| GK                   | 1  | Antonio Roma     |
| DF                   | 8  | Roberto Ferreiro |
| DF                   | 4  | Roberto Perfumo  |
| DF                   | 12 | Rafael Albrecht  |
| DF                   | 7  | Silvio Marzolini |
| MF                   | 10 | Antonio Rattín   |
| MF                   | 15 | Jorge Solari     |
| MF                   | 16 | Alberto González |
| FW                   | 20 | Ermindo Onega    |
| FW                   | 19 | Luis Artime      |
| FW                   | 21 | Oscar Más        |
| Szövetségi kapitány: |    |                  |
| Juan Carlos Lorenzo  |    |                  |

| GK                   | 1  | José Iríbar      |
| DF                   | 2  | Manuel Sanchís   |
| DF                   | 17 | Gallego          |
| DF                   | 5  | Ignacio Zoco     |
| DF                   | 3  | Eladio Silvestre |
| MF                   | 18 | Pirri            |
| MF                   | 4  | Luis del Sol     |
| MF                   | 10 | Luis Suárez      |
| RF                   | 7  | José Ufarte      |
| CF                   | 20 | Joaquín Peiró    |
| LF                   | 11 | Francisco Gento  |
| Szövetségi kapitány: |    |                  |
| José Villalonga      |    |                  |

### Spanyolország – Svájc
| 1966. július 15. 19:30 |

| Spanyolország           | 2–1               | Svájc       |
| ----------------------- | ----------------- | ----------- |
| Sanchís 57' Amancio 75' | (0–1) Jegyzőkönyv | Quentin 31' |

| Hillsborough stadion, Sheffield Nézőszám: 32 028 Játékvezető: Bahramov (szovjet) Asszisztensek: Zsolt István (magyar), Hugh Phillips (skót) |

| Spanyolország | Svájc |

| GK                   | 1  | José Iríbar     |
| RB                   | 4  | Luis del Sol    |
| CB                   | 5  | Ignacio Zoco    |
| CB                   | 2  | Manuel Sanchís  |
| LB                   | 15 | Severino Reija  |
| MF                   | 17 | Gallego         |
| MF                   | 18 | Pirri           |
| MF                   | 20 | Joaquín Peiró   |
| MF                   | 10 | Luis Suárez     |
| LW                   | 11 | Francisco Gento |
| OR                   | 8  | Amancio         |
| Szövetségi kapitány: |    |                 |
| José Villalonga      |    |                 |

| GK                   | 1  | Karl Elsener        |
| RB                   | 3  | Kurt Armbruster     |
| CB                   | 5  | René Brodmann       |
| CB                   | 14 | Werner Leimgruber   |
| CB                   | 19 | Xavier Stierli      |
| LB                   | 7  | Hansruedi Führer    |
| MF                   | 4  | Heinz Bäni          |
| MF                   | 11 | Köbi Kuhn           |
| OR                   | 8  | Vittore Gottardi    |
| CF                   | 10 | Robert Hosp         |
| OL                   | 16 | René-Pierre Quentin |
| Szövetségi kapitány: |    |                     |
| Alfredo Foni         |    |                     |

### Argentína – NSZK
| 1966. július 16. 15:00 |

| Argentína | 0–0         | NSZK |
| --------- | ----------- | ---- |
|           | Jegyzőkönyv |      |

| Villa Park, Birmingham Nézőszám: 46 587 Játékvezető: Zečević (jugoszláv) Asszisztensek: Joaquim Campos (portugál), Bertil Lööw (belga) |

| Argentína | NSZK |

| GK                   | 1  | Antonio Roma     |     |
| DF                   | 8  | Roberto Ferreiro |     |
| DF                   | 4  | Roberto Perfumo  |     |
| DF                   | 12 | Rafael Albrecht  | 65′ |
| DF                   | 7  | Silvio Marzolini |     |
| MF                   | 10 | Antonio Rattín   |     |
| MF                   | 15 | Jorge Solari     |     |
| MF                   | 16 | Alberto González |     |
| FW                   | 20 | Ermindo Onega    |     |
| FW                   | 19 | Luis Artime      |     |
| FW                   | 21 | Oscar Más        |     |
| Szövetségi kapitány: |    |                  |     |
| Juan Carlos Lorenzo  |    |                  |     |

| GK                   | 1  | Hans Tilkowski          |     |
| DF                   | 2  | Horst-Dieter Höttges    |     |
| DF                   | 3  | Karl-Heinz Schnellinger |     |
| DF                   | 4  | Franz Beckenbauer       | 48' |
| DF                   | 5  | Willi Schulz            |     |
| MF                   | 6  | Wolfgang Weber          |     |
| MF                   | 7  | Albert Brülls           |     |
| MF                   | 12 | Wolfgang Overath        |     |
| MF                   | 8  | Helmut Haller           |     |
| FW                   | 9  | Uwe Seeler              |     |
| FW                   | 10 | Sigfried Held           |     |
| Szövetségi kapitány: |    |                         |     |
| Helmut Schön         |    |                         |     |

### Argentína – Svájc
| 1966. július 19. 19:30 |

| Argentína            | 2–0               | Svájc |
| -------------------- | ----------------- | ----- |
| Artime 52' Onega 79' | (0–0) Jegyzőkönyv |       |

| Hillsborough stadion, Sheffield Nézőszám: 32 127 Játékvezető: Campos (portugál) Asszisztensek: Zsolt István (magyar), Tofik Bahramov (szovjet) |

| Argentína | Svájc |

| GK                   | 1  | Antonio Roma     |
| DF                   | 8  | Roberto Ferreiro |
| DF                   | 4  | Roberto Perfumo  |
| DF                   | 6  | Oscar Calics     |
| DF                   | 7  | Silvio Marzolini |
| MF                   | 10 | Antonio Rattín   |
| MF                   | 15 | Jorge Solari     |
| MF                   | 16 | Alberto González |
| FW                   | 20 | Ermindo Onega    |
| FW                   | 19 | Luis Artime      |
| FW                   | 21 | Oscar Más        |
| Szövetségi kapitány: |    |                  |
| Juan Carlos Lorenzo  |    |                  |

| GK                   | 12 | Léo Eichmann        |
| DF                   | 5  | René Brodmann       |
| DF                   | 7  | Hansruedi Führer    |
| DF                   | 19 | Xavier Stierli      |
| DF                   | 3  | Kurt Armbruster     |
| MF                   | 4  | Heinz Bäni          |
| MF                   | 11 | Köbi Kuhn           |
| MF                   | 8  | Vittore Gottardi    |
| MF                   | 10 | Robert Hosp         |
| FW                   | 13 | Fritz Künzli        |
| FW                   | 16 | René-Pierre Quentin |
| Szövetségi kapitány: |    |                     |
| Alfredo Foni         |    |                     |

### NSZK – Spanyolország
| 1966. július 20. 19:30 |

| NSZK                    | 2–1               | Spanyolország |
| ----------------------- | ----------------- | ------------- |
| Emmerich 39' Seeler 84' | (1–1) Jegyzőkönyv | Fusté 23'     |

| Villa Park, Birmingham Nézőszám: 42 187 Játékvezető: Marques (brazil) Asszisztensek: Claudio Vicuña Larrain (chilei), Cshö Dukjong (Észak-koreai) |

| NSZK | Spanyolország |

| GK                   | 1  | Hans Tilkowski          |     |
| DF                   | 2  | Horst-Dieter Höttges    |     |
| DF                   | 3  | Karl-Heinz Schnellinger |     |
| DF                   | 5  | Willi Schulz            |     |
| DF                   | 6  | Wolfgang Weber          |     |
| MF                   | 4  | Franz Beckenbauer       |     |
| MF                   | 12 | Wolfgang Overath        | 46' |
| FW                   | 9  | Uwe Seeler              |     |
| FW                   | 10 | Sigfried Held           |     |
| FW                   | 11 | Lothar Emmerich         |     |
| FW                   | 19 | Werner Krämer           |     |
| Szövetségi kapitány: |    |                         |     |
| Helmut Schön         |    |                         |     |

| GK                   | 1  | José Ángel Iribar  |     |
| DF                   | 2  | Manuel Sanchís     |     |
| DF                   | 15 | Severino Reija     |     |
| MF                   | 21 | Adelardo Rodríguez |     |
| MF                   | 5  | Ignacio Zoco       |     |
| MF                   | 6  | Jesús Glaría       | 33' |
| DF                   | 17 | Gallego            |     |
| FW                   | 8  | Amancio Amaro      |     |
| FW                   | 9  | Marcelino Martínez |     |
| MF                   | 19 | Josep Fusté        |     |
| FW                   | 22 | Carlos Lapetra     |     |
| Szövetségi kapitány: |    |                    |     |
| José Villalonga      |    |                    |     |